# Chanson plus bifluorée
Chanson plus bifluorée est un groupe de chansons humoristiques et parodiques français. Les membres du groupe sont auteurs-compositeurs, parodistes et interprètes.

## Biographie
Formé en 1985 de la fusion de deux duos : « Le Gong du Balayeur » de Sylvain Richardot et Michel Puyau, et « Le Mécanophone » de Xavier Cherrier et Robert Fourcade, le groupe comporte initialement quatre membres. Robert Fourcade, dit « Boubou », quitte le groupe en 1997 ; il est aujourd'hui décédé. Avec ses trois membres actuels, la bande continue ses activités. Spécialisés dans l'humour, la parodie et la fantaisie, ces trois artistes de music-hall fous de chanson française, très à l'aise sur la scène, emmènent leur public en voyage polyphonique à travers les époques et les styles.
En 1990, Chanson plus Bifluorée s’installe à l’Européen à Paris pendant quatre mois. L’album live du spectacle obtient le grand prix de l’Académie Charles-Cros. De 1991 à 1997, Chanson plus Bifluorée tourne dans toute la France et à l’étranger. Depuis 1990, les plus prestigieuses salles parisiennes et les grands festivals se succèdent : l’Européen, l'l’Olympia, le Casino de Paris, le théâtre Grévin, l’Auditorium Saint-Germain-des-Prés, le théâtre des Bouffes-Parisiens, le Printemps de Bourges, le Paléo Festival de Nyon, le Festival d’Avignon, etc.
En 2001, le groupe devenu trio crée un nouveau spectacle de chansons parodiques et de reprises de grandes chansons françaises : « Pour de vrai, pour de rire » au théâtre du musée Grévin, puis triomphent avec le spectacle Poum ! en 2005 au théâtre des Bouffes-Parisiens. En 2008, leur nouvelle création La plus folle histoire de la chanson connaît un succès à l’Alhambra tout d’abord, puis de nouveau au théâtre des Bouffes-Parisiens de janvier à avril 2010,.
En 2011, le groupe propose son nouveau spectacle anniversaire 25 ans et un spectacle pour le jeune public Y a des animaux dans nos chansons. En 2012, ils proposent un spectacle événement qui reprend les plus grands succès de leurs 25 années de carrière. Leur tout nouveau spectacle : « Le Grand Casting » est programmé à l’Alhambra de Paris du 18 octobre 2014 au 4 janvier 2015. Les trois "fous chantants" font ensuite une tournée à travers toute la France avec « Le Grand Casting » et font une halte au festival d’Avignon Off en juillet où ils reprendront, du 4 au 26 juillet 2015, leur spectacle anniversaire « 25 ans » qui, réactualisé et agrémenté de nouvelles surprises, devient pour la circonstance « 25 ans et des brouettes ». En décembre 2015, le spectacle d’Avignon est repris au théâtre La Bruyère.
En 2016, le groupe lance un nouveau spectacle, appelé Cuvée Spéciale, pour le festival d’Avignon au théâtre des 3 Soleils du 7 au 30 juillet 2016. Cette création est suivie de 30 représentations au théâtre La Bruyère à Paris du 1er décembre 2016 au 8 janvier 2017. De septembre 2017 à juin 2018, les trois « fous chantants » créent leur nouveau spectacle : « Chanson Plus Bifluorée passe à table » qui sera proposé dans le cadre du festival OFF d’Avignon au théâtre de l’Atelier florentin en juillet 2018 et qui, devant le succès rencontré, sera présenté du 11 novembre 2018 au 10 mars 2019 à Paris au théâtre la Bruyère. Le spectacle est décrit comme « un savoureux banquet saupoudré de politique, d’écologie et de tolérance, toujours avec humour et panache ». En 2019, l'album éponyme est un éloge de la gastronomie et une critique acerbe des géants de l'agroalimentaire.
En 2022 le groupe présente un nouveau (et dernier ?) spectacle nommé "Au revoir et merci". Le spectacle est joué à Castries, fief de Sylvain Richardot, en mars 2024.

## Œuvre
Ils interprètent des reprises de chansons connues dont ils modifient les paroles (Aimé parodie de Belle, Au volant de l'espace parodie de Encore et encore, Les Micro-ondes parodie des Les Rois du monde, Moi je fais la vaisselle parodie de J'ai encore rêvé d'elle, Grosse chignole de mes amours parodie de Rossignol de mes amours, Mon pieu parodie de Mon vieux) mais aussi des compositions qui, bien qu'elles ne soient pas tirées de musiques connues, parodient des genres musicaux. La formation est un groupe musical humoristique très porté sur la polyphonie vocale mais avec des incursions vers le théâtre et la comédie (sketchs et présentations des chansons). Leur prestation est comparée à celle des Frères Jacques. Le public est friand de leur « Ipo Taï Taï Yé ! » Exercice qui consiste à remplacer les paroles de chansons connues par ces mots : « Ipo Taï Taï Yé » dans des styles différents, allant de la variété française au baroque en passant par les polyphonies corses ou les voix bulgares. Les paroles de leurs chansons sont en général travaillées avec des mélodies accompagnées de chants (Les Femmes de nos potes, Au bilboquet des planètes, Toi, Perfectionniste, Voilà la voix, Honte à la trompette). Mais au-delà de l'humour, ou grâce à lui, ils revendiquent aussi une démarche poétique et culturelle.
Un de leurs spectacles, La plus folle histoire de la Chanson, retrace avec humour le parcours de la chanson en général, « de la préhistoire au slam ». Ils y reprennent des chansons du répertoire  (Ouvre la fenêtre qu'on respire un peu, Fandango du Pays Basque, etc.) et y ajoutent des compositions personnelles et des parodies : L'OGM , parodie La Bohème de Charles Aznavour, Ce soir j'attends Ségolène parodie de Madeleine de Jacques Brel ou encore le célèbre Moi je fais la vaisselle parodie de J'ai encore rêvé d'elle, du groupe « Il était une fois », un de leurs plus grands succès.

## Membres
- Michel Puyau — chant, guitare, ukulélé, harmonica
- Sylvain Richardot — chant, piano, guitare, dulcimer
- Xavier Cherrier — chant, guitare

La mise en scène des spectacles, après avoir été confiée à Agnès Boury jusqu'en 2005, est maintenant de Marinette Maignan, ancienne chanteuse du groupe de jazz vocal TSF.

## Discographie

### Albums en studio, live et/ou compilations
- 1981, sous le nom Le Gong du balayeur (Michel Puyau et Sylvain Richardot) : Pas important (33 tours 6 titres)
- 1991 : Chanson plus bifluorée à l'Européen (live, 9 décembre 1990)
- 1992 : Pourquoi les girafes ?
- 1994: Musiqueenvie, Chanson Plus Bifluorée, Live: Collège Dangla À Agen, Collège Ducos Du Hauron À Agen, Collège Jasmin Les Iles À Agen – Ces Chansons Qui Nous Rassemblent
- 1994 : Jobard
- 1997 : Le Meilleur en public (live)
- 1999 : Au bilboquet des planètes (réédité en 2002 sur une autre label et avec une autre pochette)[5]
- 2001 : Pour de vrai, pour de rire (double cd)
- 2003 : Le cédé en public (double CD, également en DVD avec 4 bonus)
- 2005 : Peinture à carreaux (avec un morceau caché à la fin, de 49 secondes, Moi la télé)
- 2006 : De concert et d'imprévu (double CD avec une compile live sur le premier et 22 inédits sur le deuxième)
- 2008 : Y a des animaux dans mes chansons, sous le nom Sylvain et les Bifluorés (existe aussi en livre-CD)
- 2009 : La plus folle histoire de la chanson, de la préhistoire au slam…[19]
- 2011 : Poèmes, une sélection originale de textes choisis parmi les plus inspirés de la poésie française mis en musique par S. Richardot et interprétés par CH + Bifluorée CD
- 2012 : 25 ans, La Compil'
- 2014 : Le Grand Casting[10]
- 2016 : Au théâtre la Bruyère DVD + double CD
- 2018 : À table ! CD
- 2019 : Chanson Plus Bifluorée passe à table CD + DVD
- 2021 : Au revoir et merci ! double CD

### Titres isolés et participations
- 1991 : Ils chantent 3 chansons sur un disque de Julos Beaucarne enregistré lors d'un spectacle au Casino de Paris (Voici des fruits, des fleurs - Entre toi et moi - Si la Garonne avait voulu)
- 1992 : Chantent avec le groupe TSF sur le titre Pédalo de leur album Un p’tit air dans la tête
- 1995 : Les funérailles d’antan sur l’album Collectif Ils chantent Brassens
- 2011 : Les Loupiots, live en 1995 au festival Paroles et Musiques de Saint-Étienne, sur la compilation 20 ans !
- 2018 : Participation de la chanteuse Murielle Lantignac et du ténor Florian Laconi à leur nouvel album : à table (EPM Musique)
- 2019 : Concert exceptionnel à la MC 93 de Bobigny avec les élèves du collège Pierre Sémard de Bobigny, orchestre et chœurs dirigés par Romain Lapeyre.
- 2024 : Concert événement Tous en chœur avec Chanson Plus Bifluorée ! avec les élèves du collège des Ponts-Jumeaux, de l'école des Sept Deniers et du lycée Pierre de Fermat de Toulouse. Orchestre et chœurs dirigés par Romain Lapeyre.

## Filmographie
Chanson du générique du film Hercule et Sherlock de Jeannot Szwarc, musique de Gabriel Yared, enregistrement aux studios Abbey Road à Londres.

### Clip
- L'informatique (Réalisation : Franck Arguillère et Alexandre Éole), tirée de l'album : "La plus folle histoire de la chanson" de la préhistoire au slam...
- La chloroquine, clip parodique sur Didier Raoult et la pandémie de Covid-19 (2020)[20].

### VHS
- Chanson plus live à l'Européen (1990)

### DVD
- Le dévédé en public (2003)
- Au théâtre la Bruyère (2016)
- Chanson Plus Bifluorée passe à table (2019)